# Калаша (мова)
Калаша ([kaɭaʂaː], самоназва: Kal'as'amondr) — індоарійська мова, якою говорять калаші в окрузі Читрал провінції Хайбер-Пахтунхва, що в Пакистані. За оцінками, мовою калаша говорять 4 100 осіб. Це загрожена мова, носії мови переходять на мову кховар.
Калаша не варто плутати з нуристанською мовою вайгалі (яку її носії звуть «калаша-ала»). Згідно з дослідником калашів Бадшахом Муніром Бухарі, «калаша» — це також самоназва нуристанців, що живуть на південний захід від долин Калаша, у долинах Вайгал та середині долини Печ, що в провінції Нуристан в Афганістані. Ймовірно, самоназву «калаша» калаші Читралу прийняли від нуристанців Вайгалу, що кількасот років тому правили у південному Читралі. Втім, близького зв'язку між індоарійською мовою калаша-мун (Читрал) та нуристанською калаша-ала (Вайгалі), не спостерігається; Вони походять з різних гілок індоіранських мов.

## Історія
Одними з перших мову калаша досліджували сходознавець Ґоттліб Вільгельм Ляйтнер у XIX столітті та мовознавець Ґеорґ Морґенстьєрне у XX столітті. Згодом, досліджування проводила Елена Башір та кілька інших вчених. Розробкою практичних писемних матеріалів цією мовою займався мовознавець-калаш, Тадж Хан Калаш. Серед носіїв калаша на півдні, в долині Урцун, у XX столітті утворився діалект під впливом кховар, відомий, як урцунівар.

## Класифікація
Серед усіх мов Пакистану, калаша, найімовірніше, є найбільш консервативною, як і сусідня мова кховар. В окремих аспектах мова калаша навіть ще більш консервативна ніж кховар: наприклад, в калаша лишились дзвінкі придихові приголосні, яких немає в більшості інших дардських мов.

## Фонологія
Калаша є фонологічно атипічною, бо розрізняє прості, довгі, носові та ретрофлексні голосні, а також їх комбінації (Хеедґорд, Мерх 2004). Нижче наведено таблицю голосних у калаша:

### Голосні
|         | Передні   | Середні   | Задні     |
| ------- | --------- | --------- | --------- |
| Високі  | i ĩ i˞ ĩ˞ |           | u ũ u˞ ũ˞ |
| Середні | e ẽ e˞ ẽ˞ |           | o õ o˞ õ˞ |
| Низькі  |           | a ã a˞ ã˞ |           |

### Приголосні
Як і з іншими дардськими мовами, нема єдиної думки, чи є фонемічними придихальні дзвінкі приголосні. Деякі дослідження так і не доходять висновку, чи є такі звуки фонемами, або чи вони виникають як алофони, при стику дзвінких приголосних із фонемою /h/.
|              |                     | Губні | Ясенні | Ретрофлексні | Заясенні / Середньопіднебінні | Задньоязикові | Язичкові | Гортанні |
| ------------ | ------------------- | ----- | ------ | ------------ | ----------------------------- | ------------- | -------- | -------- |
| Носові       | Носові              | m     | n      | (ɳ)          | (ɲ)                           | (ŋ)           |          |          |
| Проривні     | глухі               | p     | t      | ʈ            |                               | k             | (q)      |          |
| Проривні     | дзвінкі             | b     | d      | ɖ            |                               | ɡ             |          |          |
| Проривні     | придихові           | pʰ    | tʰ     | ʈʰ           |                               | kʰ            |          |          |
| Проривні     | придихальні дзвінкі | bʱ    | dʱ     | ɖʱ           |                               | ɡʱ            |          |          |
| Африкати     | глухі               |       | ts     | tʂ           | tɕ                            |               |          |          |
| Африкати     | дзвінкі             |       | dz     | dʐ           | dʑ                            |               |          |          |
| Африкати     | придихові           |       | tsʰ    | tʂʰ          | tɕʰ                           |               |          |          |
| Африкати     | придихальні дзвінкі |       |        |              | dʑʱ                           |               |          |          |
| Фрикативні   | глухі               |       | s      | ʂ            | ɕ                             | (x)           |          | h        |
| Фрикативні   | дзвінкі             |       | z      | ʐ            | ʑ                             | (ɣ)           |          |          |
| Апроксиманти | Апроксиманти        |       | l ɫ    |              | j                             | w             |          |          |
| Одноударні   | Одноударні          |       | r      | (ɽ)          |                               |               |          |          |

Фонеми /x ɣ q/ трапляються в запозиченнях.

### Порівняння лексики
В наступній таблиці наведені приклади слів у калаша та в інших індоарійських мовах.
| Англійська | Калаша           | Санскрит           | Інші індоарійські мови          |
| ---------- | ---------------- | ------------------ | ------------------------------- |
| bone       | athi, aṭhí       | asthi              | Гінді -; Непальська ā̃ṭh 'ребра' |
| urine      | mutra, mútra     | mūtra              | Г. mūt; Ассамська mut           |
| village    | grom             | grama              | Г. gā̃w; А. gãü                  |
| rope       | rajuk, raĵhú-k   | rajju              | Г. lej, lejur; А. lezu          |
| smoke      | thum             | dhūma              | Г. dhūā̃, dhuwā̃; А. dhü̃a         |
| meat       | mos              | maṃsa              | Г. mā̃s, mās, māsā               |
| dog        | shua, śõ.'a      | śvan               | Г. -; Сингальська suvan         |
| ant        | pililak, pilílak | pipīla, pippīlika  | Г. pipṛā; А. pipora             |
| son        | put, putr        | putra              | Г. pūt; А. put                  |
| long       | driga, dríga     | dīrgha             | Г. dīha; А. digha               |
| eight      | asht, aṣṭ        | aṣṭā               | Г. āṭh; А. ath                  |
| broken     | china, čhína     | chinna             | Г. chīn-nā 'вкрасти';           |
| kill       | nash             | nash, naś, naśyati | Г. nā̆s 'знищити'                |